# Elizabeth Anne Wells Cannon

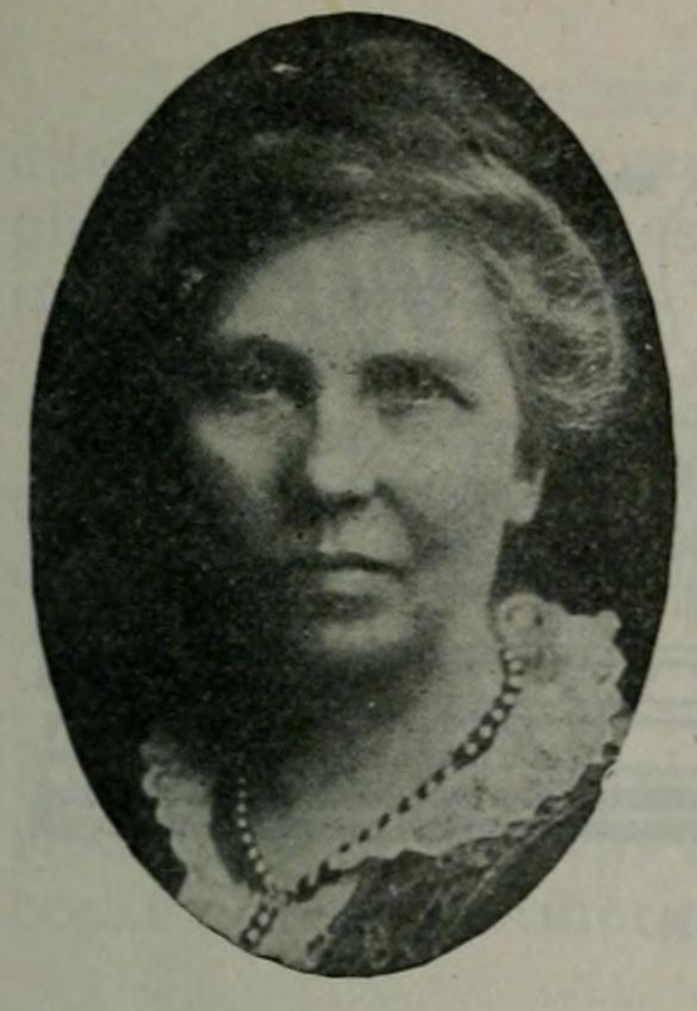
Elizabeth Wells Cannon

Elizabeth Anne Wells Cannon (7. Dezember 1859 in Salt Lake City – 2. September 1942 in Salt Lake City), auch Annie Wells Cannon genannt, war eine prominente Frauenrechtlerin in Utah, die von 1913 bis 1915 und erneut im Jahr 1921 im Repräsentantenhaus von Utah saß. Sie war auch Präsidentin der Daughters of Utah Pioneers und Gründungsmitglied des Roten Kreuzes von Utah.

## Leben
Sie war die Tochter von Daniel Hanmer Wells (1814–1891) und dessen Frau Martha Givens Harris (1832–1908). Der Vater war Bürgermeister von Salt Lake City und Apostel der Kirche Jesu Christi der Heiligen der Letzten Tage und Leiter der Nauvoo Legion, einer Vorgängerorganisation der späteren Nationalgarde von Utah. Zu ihren zahlreichen Geschwistern zählten der Bruder Heber Manning Wells (1859–1938), der erste Gouverneur des Bundesstaates Utah, und Briant H. Wells (1871–1949), ein Generalmajor der United States Army.
Elizabeth Wells Cannon arbeitete fünfzehn Jahre lang als Reporterin und Redaktionsassistentin für den Woman’s Exponent, eine von ihrer Mutter Emmeline B. Wells herausgegebene und redigierte Suffragettenzeitung in Utah, außerdem sie schrieb Verse und Prosa für verschiedene Zeitschriften und Zeitungen. Sie war Mitglied des Board of Directors der American Relief Association, nationale Historikerin und zweimalige Staatspräsidentin der Service Star Legion und Ehrenmitglied für Utah für die National Woman’s Relief Society. Im Jahr 1883 schrieb sie „The History and Objectives of the Relief Society“ und war Mitautorin des „Relief Society Handbook“. Sie wurde von Herbert Hoover ausgewählt, Utahs Vorsitzende für den European Relief Drive zu sein. Im Jahr 1918 war sie stellvertretende Vizepräsidentin der American Flag Association.